# Lecane nelsoni
Lecane nelsoni is een raderdiertjessoort uit de familie Lecanidae. De wetenschappelijke naam van deze soort is voor het eerst geldig gepubliceerd in 1994 door Segers.